# مارشال هيو
مارشال هيو هو سياسي كندي، ولد في 16 مارس 1884. حزبياً، نشط في حزب أونتاريو المحافظ التقدمي. وقد انتخب عضو برلمان مقاطعة أونتاريو.